# 圣约翰区 (安提瓜和巴布达)
聖約翰區是安地卡及巴布達安地卡島的行政區，位於該島西北部，與聖約翰以外的各行政區相鄰。首都聖約翰位於該區。

## 地理
該區包括該國首都聖約翰。 
其他聚居地包括：眾聖村、Renfrew、Aberdeen、Bendals、Branns Hamlet、Buckleys、Cooks New Extension、Cooks Hill、錫達格羅夫、Emanuel、五岛村、Grays Farm、Gray Hill、Green Bay、戈爾登格羅夫、Nut Grove、維拉、Gamble's Terrace、Upper Gamble's、Weatherhills和Tomlinson。